# Enizemum formosense
Enizemum formosense là một loài tò vò trong họ Ichneumonidae.